# Капранов, Виктор Павлович
Ви́ктор Па́влович Капра́нов (1886, Никулино—1930, Москва) — российский революционер, советский профсоюзный деятель.

## Биография
Виктор Павлович Капранов родился в 1886 году в Никулино . С начала 1900-х годов проживал в Москве, работал шорником. Участвовал в Декабрьском вооружённом восстании на Красной Пресне в 1905 году, входил в боевую рабочую дружину в Замоскворечье. В 1908 году вступил в партию большевиков. Позднее переехал в Санкт-Петербург, где активно занимался революционной деятельностью, являлся одним из руководителей Санкт-Петербургского профессионального союза рабочих-кожевников. Неоднократно арестовывался полицией, два раза высылался и заключался в тюрьму.
Революционные события 1917 года Капранов встретил в Москве. В августе 1917 года он с группой большевиков организовал всеобщую стачку кожевников, а позднее был одним из создателей формирований Красной гвардии в Дорогомиловском подрайоне. После установления Советской власти Капранов работал в профсоюзных органах Советской России и СССР. В 1918—1930 годах занимал должности председателя и секретаря Центрального комитета профессионального союза кожевников. Избирался членом ВЦИК и ЦИК СССР. Умер в 1930 году, похоронен в колумбарии Донского крематория на Новом Донском кладбище Москвы.

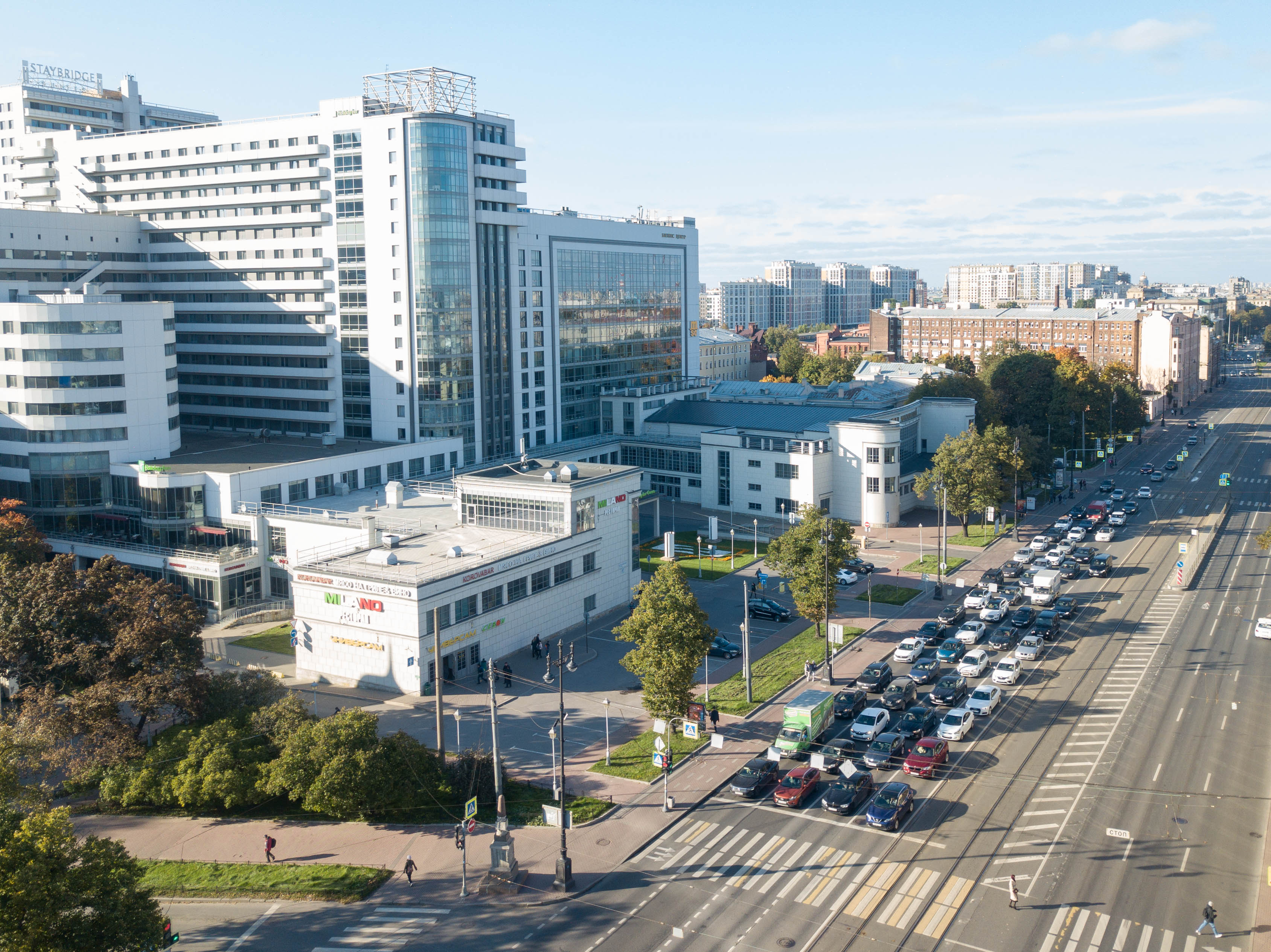
ДК имени Капранова, вид сверху

В честь Капранова был переименован Нижний Предтеченский переулок в Москве, названы Дворец культуры и техники Ленинградского производственного объединения «Скороход» (на последнем также была установлена мемориальная доска) и фабрика детской обуви.